# Baunilha

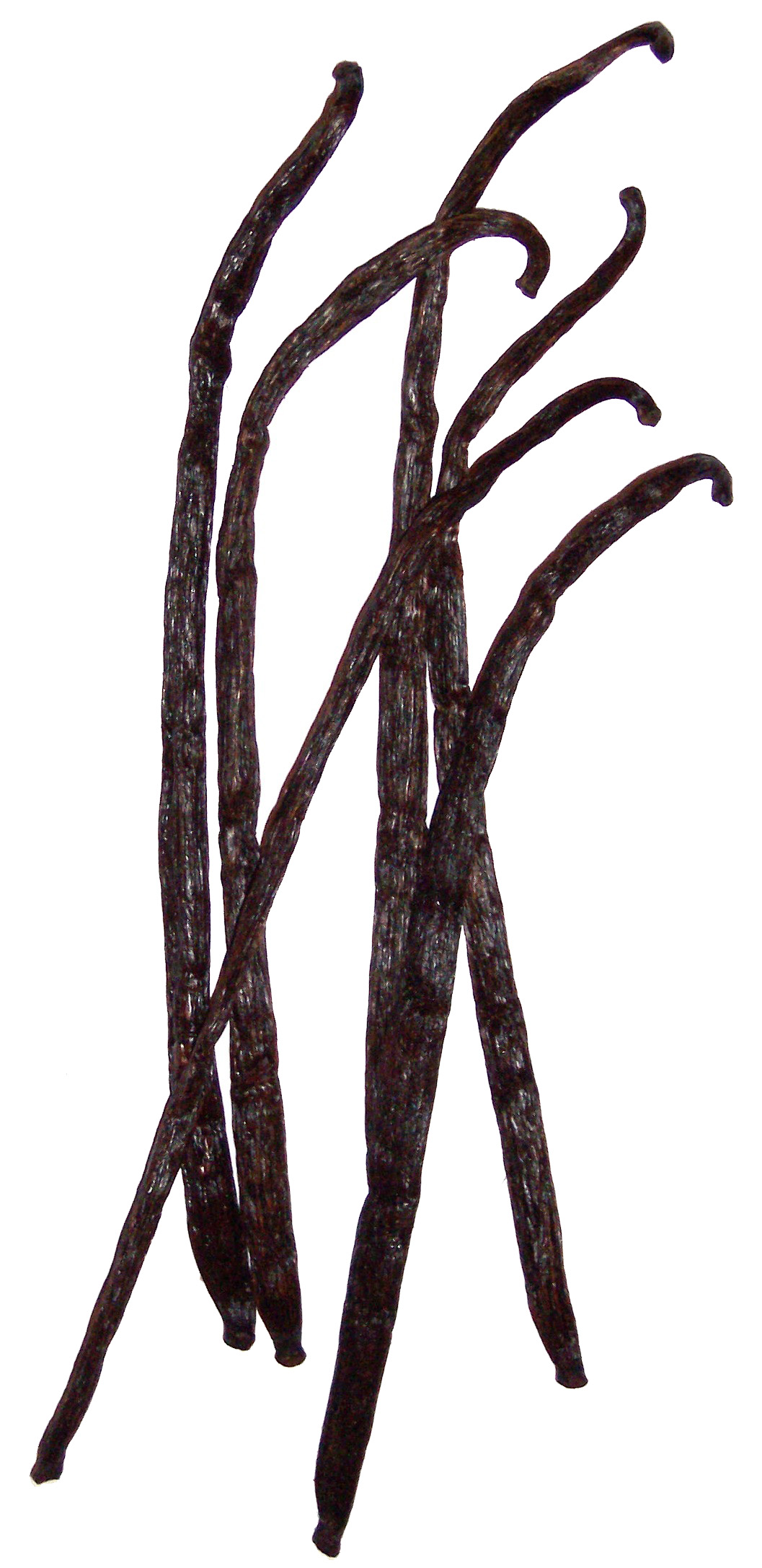
Vagens secas de baunilha

Baunilha (do castelhano vainilla, pequena vagem) é uma especiaria usada como aromatizante, obtida de orquídeas do género Vanilla, nativas do México. Originalmente cultivada pelos povos mesoamericanos pré-colombianos, parece ter sido levada para a Europa juntamente com o chocolate na década de 1520, pelo conquistador espanhol Hernán Cortés.
Tentativas de cultivo da planta da baunilha fora do México e América Central mostraram-se infrutíferas, devido à relação simbiótica entre a trepadeira tlilxochitl e a espécie local de Melipona; apenas em 1837 o botânico belga Charles Morren descobriu esta relação e desenvolveu um método para polinizar artificialmente a planta, o qual se revelou economicamente inviável, não tendo sido aplicado comercialmente. Em 1841, um escravo a serviço de franceses com 12 anos de idade, de nome Edmond Albius, que vivia na Ilha da Reunião, descobriu que a planta podia ser polinizada a mão, o que viria a permitir o cultivo global da planta.
Hoje em dia, existem três cultivares principais de baunilha de produção global, todos obtidos de uma espécie encontrada na Mesoamérica. As várias subespécies são Vanilla planifolia (sin. V. fragrans), cultivada em Madagáscar, Reunião e outras áreas tropicais do Oceano Índico; V. tahitensis, cultivada no Pacífico Sul; e V. pompona, encontrada nas Índias Ocidentais, América Central e do Sul A maior parte da baunilha produzida no mundo é da variedade V. planifolia, conhecida como baunilha "Madagáscar-Bourbon", produzida numa pequena região de Madagáscar e na Indonésia.
A baunilha é a segunda especiaria mais cara, a seguir ao açafrão, devido à mão-de-obra necessária na produção das vagens. Apesar do custo, é muito apreciada pelo seu paladar, que o autor Frederic Rosengarten, Jr. descreveu em The Book of Spices como "puro, apimentado, e delicado", e pelo seu aroma floral complexo descrito como um "bouquet peculiar". É usada em bolos e sobremesas, perfumes, e na aromaterapia.

## Descrição

### Designação

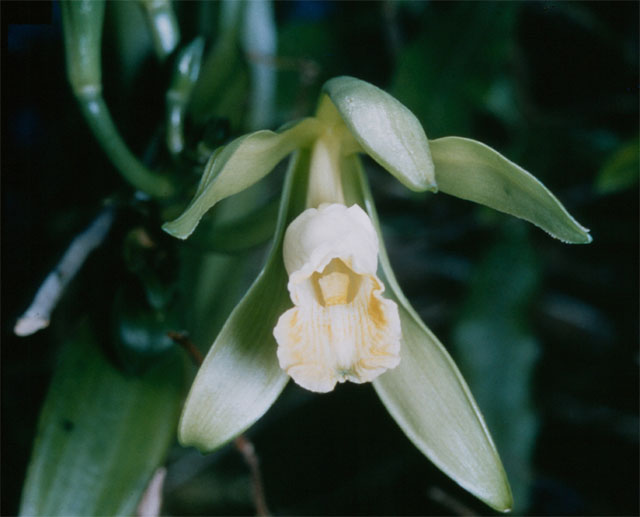
Flor de baunilha

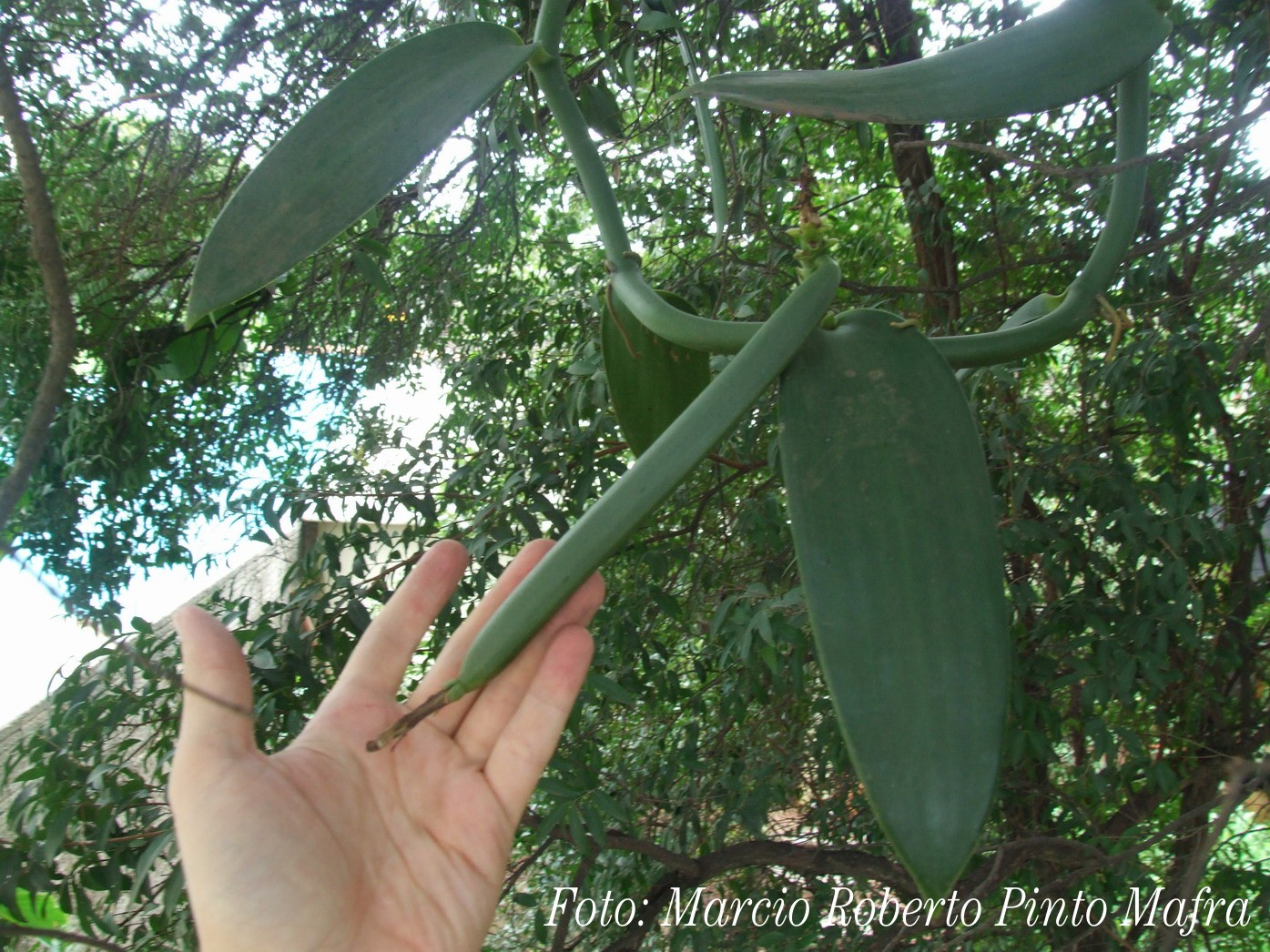
Vagem verde da baunilha

Etimologicamente, a palavra deriva de vainilla diminutivo de vaina ou seja bainha em língua espanhola. A palavra vaina vem da palavra latina vagina.
Na maioria das línguas, a baunilha é designada por termos foneticamente muito semelhantes: vanilla em inglês, wanilia em polonês, vanilje em sueco.

### Descrição botânica
Flexível e pouco ramificada, a liana da baunilha, também chamada «baunilheira», desenvolve-se por crescimento do gomo terminal, formando longos talos que podem lançar-se em busca de suporte por mais de dez metros. Se o caule se partir, os pedaços que caem no solo criam raízes facilmente, o que permite a propagação da planta, quer na natureza, quer em cultivo.
As folhas se dispõem de maneira alternada de cada lado do caule. São planas, inteiras, ovais, com ponta aguçada, cerca de três vezes mais compridas que largas, e podem medir até 15 cm. O caule e as folhas são verdes, profusamente cobertos de um suco transparente e irritante que provoca queimaduras na pele e irritação persistentes. Na zona da bainha das folhas, surgem muitas vezes raízes aéreas que permitem à planta agarrar-se ao seu suporte ou a uma estaca ganhar raízes.
As flores, agrupadas em oito ou dez, formam pequenos racemos de inflorescências axilares. De cor branca, esverdeada ou amarelada, possuem a estrutura clássica de uma flor de orquídea.
A fecundação natural requer a intervenção de insetos especializados, apenas presentes nas florestas densas da América Central, donde a baunilha é originária. As responsáveis seriam as abelhas especializadas em orquídeas, as Euglossini, em particular a espécie Euglossa viridissima e talvez também Eulaema cingulata. As Melipona, sobretudo Melipona beechii, antes consideradas as fecundadoras da baunilha, parecem ser atualmente descartadas pelos entomólogos. Depois da fecundação, o ovário, que fazia de pedúnculo na base da flor, transforma-se numa vagem pendente com 12 a 25 cm de comprimento. As vagens frescas e ainda inodoras têm entre 7 e 10 mm de diâmetro, contendo milhares de grãos minúsculos, que seriam libertados pela abertura dos frutos maduros se não se procedesse à sua recolha ainda verdes.

### Distribuição e cultivares

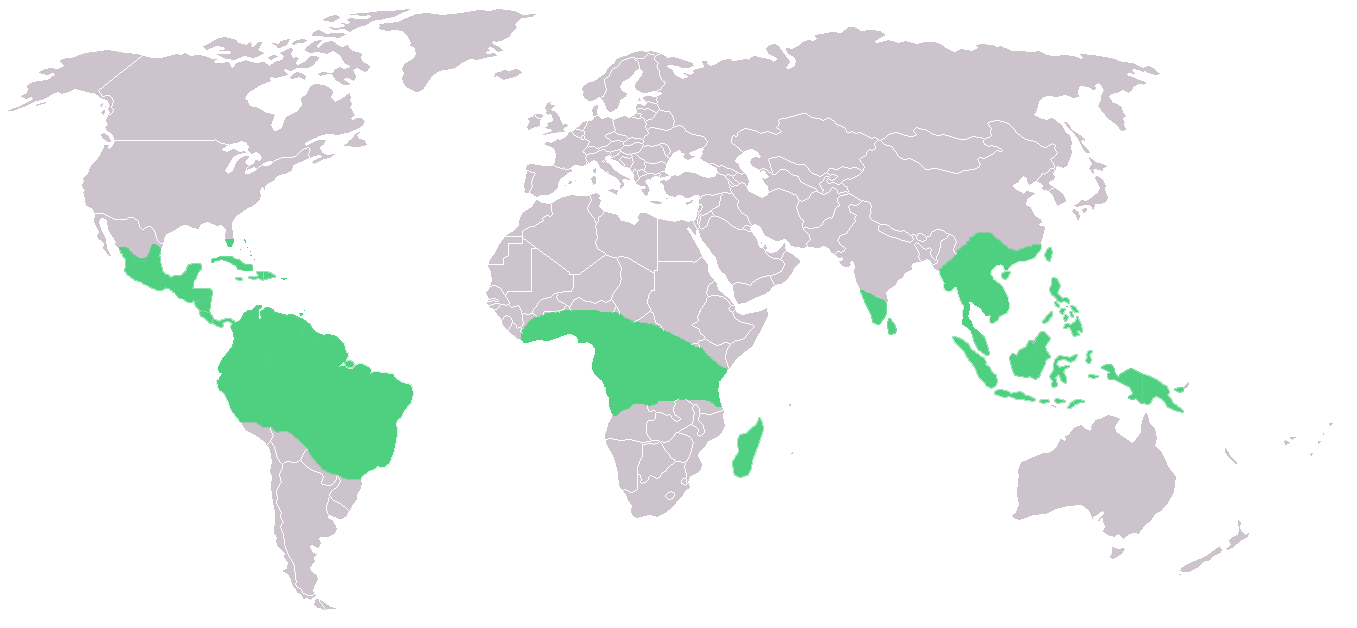
Distribuição atual da baunilha como planta cultivada

A baunilha vive no sub-bosque das florestas tropicais úmidas. Já era reproduzida por estaquia bem antes da chegada dos conquistadores espanhóis ao México. Além disso, a quase totalidade dos pés conhecidos, mesmo os que crescem livremente na floresta, são clones provenientes de explorações atuais ou abandonadas.
A área natural original da baunilha é bastante mal conhecida. Ela supostamente se estende por uma região que cobre partes do sul do México, Guatemala, Belize e Honduras, mas tornou-se raríssima no estado verdadeiramente selvagem. Menos de trinta espécimes foram identificadas como tal.
A baunilha é sobretudo conhecida como planta cultivada para produção duma especiaria. Foi a história desta especiaria que contribuiu para a difusão desta cultura e à instalação da planta na maioria das regiões tropicais úmidas do mundo.

#### Cultivares
São quatro os cultivares de Vanilla utilizados para cultivo, listados segundo as correspondente designações do produto comercial:
- Baunilha Bourbon ou baunilha Bourbon-Madagascar, produzida a partir de plantas de V. planifolia levadas das Américas, é o termo usado para a baunilha das ilhas do Oceano Índico, como Madagáscar, Comores, e Reunião, antigamente chamada Île Bourbon.
- Baunilha mexicana, produzida a partir de V. planifolia nativa, é produzida em muito menor quantidade e comercializada como a baunilha original.
- Baunilha de Taiti é produzida na Polinésia Francesa, a partir de V. tahitiensis. Análises genéticas mostram que esta espécie é provavelmente um cultivar híbrido resultante do cruzamento entre V. planifolia e V. odorata. Esta espécie terá sido introduzida na Polinésia Francesa por François Alphonse Hamelin a partir das Filipinas, onde havia sido introduzida desde a Guatemala através da rota do Galeão de Manila.[17]
- Baunilha das Índias Ocidentais é feita a partir de V. pompona cultivada no Caribe , América Central e do Sul.[18]

### Química e perfil aromático

Estrutura química da vanilina

Embora existam muitos compostos presentes nos extratos de baunilha, a vanilina (4-hidroxi-3-metoxibenzaldeído) é a principal responsável pelo paladar e aroma característicos da baunilha. Outro componente menor do óleo essencial da baunilha é o piperonal. O piperonal e outras substâncias afetam o odor da baunilha natural. A vanilina foi isolada pela primeira vez a partir de vagens de baunilha por Gobley em 1858. Em 1874, foi obtida a partir dos glicosídeos da seiva do pinheiro, causando uma depressão temporária na indústria da baunilha natural.
O perfil aromático depende das condições de cultivo e de preparação mas também das variedades ou espécies utilizadas. A baunilha das Índias Ocidentais e a baunilha do Taiti têm teores em vanilina relativamente baixos. A baunilha das Índias Ocidentais tem um forte odor de cumarina. Quanto à baunilha do Taiti, rica em diversos compostos, vale-se duma reputação de qualidade superior à da baunilha mexicana.
A essência de baunilha é comercializada sob duas formas. O verdadeiro extrato de vagens é uma mistura extremamente complexa de várias centenas de compostos distintos. A essência sintética, consistindo basicamente numa solução de vanilina sintética em etanol, é derivada do fenol e é de alta pureza.

## História

### A flor negra dos astecas
A história da baunilha está associada à do chocolate. Os astecas, e já antes os maias, decoravam com baunilha uma bebida espessa à base de cacau. Os astecas designavam tal bebida, destinada aos nobres e aos guerreiros, xocoatl. Porém, os astecas não cultivavam nem a baunilha nem o cacau, devido ao clima impróprio. Tais produtos de luxo provinham do comércio com as regiões vizinhas. Provavelmente não dispunham do conhecimento agronómico da planta que produzia a baunilha, pois chamavam-lhe tlilxochitl, que significa «flor negra», embora fosse mais lógico que a chamassem «fruto negro».

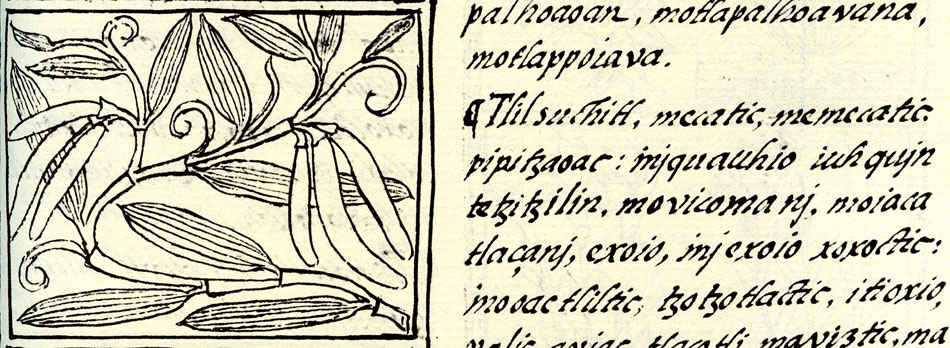
Desenho da baunilheira no Códice Florentino (ca. 1580) e descrição do seu uso e propriedades escrita em nauatle.

São os totonacas, ocupantes das regiões costeiras do golfo do México, próximo da atuais cidades de Veracruz e Papantla, que produziam a baunilha e a forneciam aos astecas. Segundo a lenda, a liana da baunilha nasceu do sangue da princesa Tzacopontziza («Estrela da Manhã»), no lugar onde o seu raptor, o príncipe Zkatan-Oxga («Veado Jovem»), e ela mesma foram apanhados e decapitados pelos sacerdotes de Tonoacayohua, a deusa das colheitas. O príncipe reencarna num vigoroso arbusto e a princesa torna-se a delicada liana de orquídea ternamente enlaçada ao seu amante. Os totonacas chamavam e chamam ainda hoje à baunilha caxixanath, a «flor escondida», ou de modo abreviado xanat.
Os espanhóis descobrem a baunilha no início do século XVI, por ocasião da conquista da América Central. Não há nada que permita concluir que esta especiaria tenha sido conhecida na passagem pela América Central das várias expedições continentais iniciais, como as de Ojeda e de Nicuesa em 1509, ou de Núñez de Balboa ao Panamá em 1513, pois não foi até hoje encontrado qualquer relato sobre este assunto. Por outro lado, tudo leva a crer que o conhecimento decisivo da baunilha está efetivamente ligado à chegada dos espanhóis a Tenochtitlan, e ao encontro de Hernán Cortés com o tlatoani Moctezuma II, descrevendo Sahagún os costumes e em particular o uso da baunilha para aromatizar o chocolate. A primeira referência escrita à baunilha que se conhece, bem como a primeira ilustração, constam do Códice Florentino, escrito pelos astecas Martín de la Cruz e Juan Badiano em 1552. Esta mesma referência constitui igualmente a primeira a uma orquídea do Novo Mundo.

### O monopólio mexicano
A partir do século XVII o comércio internacional começa a ganhar amplitude. A baunilha é apresentada à rainha Isabel I de Inglaterra pelo seu farmacêutico, Hugh Morgan. Este faz chegar uma amostra a Charles de l'Écluse que em 1605 publica pela primeira vez na Europa uma descrição naturalista da vagem, à qual chama Lobus oblongus aromaticus, ou «concha aromática alongada».
Durante mais de dois séculos (XVII e XVIII), o México, em particular a região de Veracruz, conserva o monopólio da baunilha.
Todas as tentativas de produzir esta orquídea fora da sua área natural de origem resultam em fracassos. Apenas no século XIX se saberia que as abelhas indígenas tinham um papel fecundador indispensável à formação do fruto.
A baunilha suscita uma verdadeira paixão na Europa, sendo cada vez mais apreciada na corte da França. Luís XIV tenta introduzi-la na ilha da Reunião, mas todas as tentativas feitas durante o seu reinado falham.

### Descoberta em Reunião

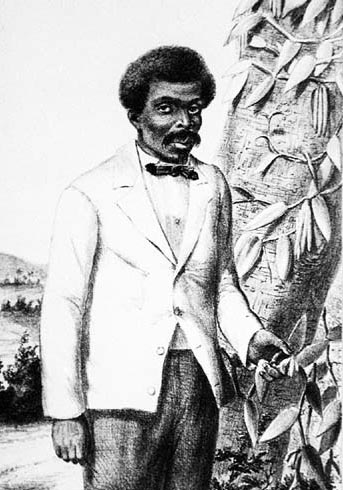
Retrato de Edmond Albius junto das lianas de baunilha em 1863 in Album de l'île de la Réunion de Antoine Roussin.

A primeira polinização artificial da baunilheira é feita em 1836 no Jardim Botânico de Liège pelo naturalista belga Charles Morren, e em 1837 pelo francês Joseph Henri François Neumann.
Mas é apenas em 1841 que um jovem escravo de Reunião, com doze anos de idade, Edmond Albius, cria o processo prático ainda hoje utilizado. Este método de polinização, de cuja paternidade Jean Michel Claude Richard tenta apropriar-se, faz da ilha da Reunião, o primeiro centro baunilheiro do planeta apenas decorridos algumas décadas após a introdução da orquídea em 1819. Com a abolição da escravatura em 1848, é dado ao jovem Edmond o patronímico Albius, com referência à cor branca (alba) da flor da baunilha.

### A ascensão malgaxe
São os produtores da ilha da Reunião que introduzem a cultura da baunilha em Madagáscar cerca de 1880. As primeiras plantações são feitas na ilha Nosy Be. Dali, expandem-se para as regiões orientais da grande ilha, como Antalaha e Sambava, com clima úmido favorável. O crescimento é rápido e a produção malgaxe ultrapassaria as 1 000 toneladas em 1929, mais de dez vezes a produção na Reunião. Contudo, o mercado carece de regulação, e a baunilha conhece crises cíclicas de sobreprodução.
Apesar da concorrência de outros países tropicais como a Indonésia e a emergência de novas dinâmicas de conquista de mercado como no estado indiano de Kerala, Madagáscar conserva ainda hoje o primeiro lugar como exportador mundial, produzindo cerca de 60% da baunilha no mundo.

## Uso

### Na cultura e economia
É muito popular na região norte do Brasil; além de comercializada na maior feira da América Latina,  na banca de cheiro das erveiras do Mercado do Ver-o-Peso, na cidade de Belém do Pará, é o principal ingrediente do Banho de Cheiro encantado, usado na comemoração da festa junina e do reveillon no estado do Pará. Essa é uma prática ritualística que ocorre desde o século XIX, ao qual se atribui o poder de atrair a felicidade, reatar amores, e abrir as portas da prosperidade ao praticante.
Também presente no Cheiro de Papel, produzido com a infusão de essências vegetais, comercializado no cesto de palha da Vendedora de cheiro, usados para aromatizar roupas guardadas em gavetas e armários. É uma combinação de raízes e paus aromáticos ralados; os ingredientes mais conhecidos são: arruda, cipó-catinga, patchuli, japana, cumaru, alecrim, baunilha, manjerona, açucena, casca preciosa, louro amarelo, jasmim, alfazema e priprioca.

### Nas artes
- O poeta Gonçalves Dias dedicou à planta um poema, escrito em 1861, onde se lê (domínio público):

A Baunilha
Vês como aquela baunilha
Do tronco rugoso e feio
Da palmeira - em doce enleio
Se prendeu!
Como as raízes meteu
Da úsnea no musgo raro,
Como as folhas - verde-claro -
Espalmou!
Como as bagas pendurou
Lá de cima! como enleva
O rio, o arvoredo, a relva
Nos odores!
Que inspiram falas de amores!
Dá-lhe o tronco - apoio, abrigo.
Dá-lhe ela - perfume amigo,
Graça e olor!
E no consórcio de amor
- Nesse divino existir -
Que os prende, vai-lhes a vida
De uma só seiva nutrida,
Cada vez mais a subir!
Se o verme a raiz lhe ataca,
Se o raio o cimo lhe ofende,
Cai a palmeira, e contudo
Inda a baunilha recende!
Um dia só! _ que mais tarde,
Exausta a fonte do amor,
Também a baunilha perde
Vida, graça, encanto, olor!
Eu sou da palmeira o tronco,
Tu, a baunilha serás!
Se sofro, sofres comigo;
Se morro - virás atrás!
Ai! que por isso, querida,
Tenho aprendido a sofrer!
Porque sei que a minha vida
É também o teu viver.